# Fillievres British Cemetery
Fillievres British Cemetery is een Britse militaire begraafplaats met gesneuvelden uit de Eerste en Tweede Wereldoorlog, gelegen in de Franse gemeente Fillièvres (Pas-de-Calais). De begraafplaats werd ontworpen door William Cowlishaw en ligt aan de weg naar Conchy-sur-Canche op ruim 1 kilometer ten zuidoosten van het gemeentehuis van Fillièvres. Ze heeft een nagenoeg rechthoekig grondplan en wordt omsloten door een bakstenen muur. Vier witte stenen paaltjes verbonden door een metalen ketting vormen de toegang waarna direct het Cross of Sacrifice staat. De begraafplaats wordt onderhouden door de Commonwealth War Graves Commission.
Er liggen 81 slachtoffers uit de Eerste Wereldoorlog (waaronder 8 niet geïdentificeerde) en 19 slachtoffers uit de Tweede Wereldoorlog begraven.

## Geschiedenis
De begraafplaats werd in juni 1918 door het 46th Casualty Clearing Station (C.C.S.) gestart, later ook gebruikt door het permanente 6th Stationary Hospital en vervolgens voor de opname van graven vanuit Franse en Duitse begraafplaatsen in de omgeving. Deze begraafplaatsen waren: Acheux-en-Vimeu Churchyard in Acheux-en-Vimeu, Boiry-Sainte-Rictrude Churchyard in Boiry-Sainte-Rictrude, Fosseux French Military Cemetery in Fosseux, Maizieres Churchyard in Maizières en Tours-en-Vimeu Churchyard in Tours-en-Vimeu.
In de Tweede Wereldoorlog werden hier opnieuw gesneuvelden begraven.
Er liggen nu 71 Britten, 1 Canadees en 1 Nieuw-Zeelander uit de Eerste Wereldoorlog en 18 Britten en 1 Canadees uit de Tweede Wereldoorlog begraven.

## Onderscheiden militairen
- Edward Felix Baxter, luitenant bij de The King's (Liverpool Regiment) werd onderscheiden met het Victoria Cross (VC).
- Arthur Houssemayne Du Boulay, majoor bij de Royal Engineers werd onderscheiden met de Distinuished Service Order (DSO).
- Kenneth Carlyle Gill, kapitein bij de Royal Air Force werd onderscheiden met het Military Cross (MC).